# 8158 Herder
8158 Herder eller 1989 UH7 är en asteroid i huvudbältet som upptäcktes den 23 oktober 1989 av den tyske astronomen Freimut Börngen vid Tautenburg-observatoriet. Den är uppkallad efter den tyske filosofen Johann Gottfried Herder.
Asteroiden har en diameter på ungefär 5 kilometer.